# Flåning
Flåning är ett av de första arbetsmomenten i slakt där djurets hud avlägsnas och muskulatur och köttet friläggs. När arbetsmomentet börjar har det föregåtts av att djuret är avlivat och stucket (tappat på blod).
Principen att flå ett djur är lika för nöt och lamm man kan även flå tamgris. Det är dock ovanligt då grisar oftast lögas (skållas) och dess hår tas bort genom skrapning, slutligen sveder man grisen med gasbrännare för att ta bort de sista hårresterna samt desinficera slaktkroppen. De grisar som brukar flås är vildsvin på grund av deras tjocka hårlager samt att det ofta saknas de redskap som krävs för lögning.
Flåarbetet för en icke-professionell, alternativt jägare, börjar med att kroppen läggs på rygg. För detta ändamål kan en slaktbänk användas vars uppgift är att hålla kroppen i ett stabilt läge under arbetets gång. 
Därefter skärs förberedande linjer i huden från gångbenen till en linje som går från hals till svans. Slaktaren börjar därefter det stora arbetet genom att frilägga huden från köttet.
För att flådden ska bli bra måste ett hygieniskt och metodiskt arbetssätt användas. För att bibehålla en hög kvalité ska man arbeta med rena kläder, rena verktyg (kniv) samt rena händer, när händerna blir smutsiga alternativt när den smutsiga handen måste beröra köttet måste den tvättas. Utöver den hygieniska aspekten får inte slaktkroppens hinnor skadas under arbetet, detta kan leda till att musklerna börjar tappa sin vätska vilket i sin tur leder till lägre slaktvikt och sämre betalning. 
För att spara hinnorna ska man alltid skära mot huden med kniven och inte mot köttet.
Under flådden lossas djurets samtliga fyra gångben i första leden.

## Pälsindustri
Pälsindustrin i bland annat Kina har fått mycket kritik då det har hänt att de flått djur som ännu inte varit helt döda eller rentav vid fullt medvetande och i vissa fall levt ett antal minuter med huden avlägsnad.